# Faerská plemena zvířat

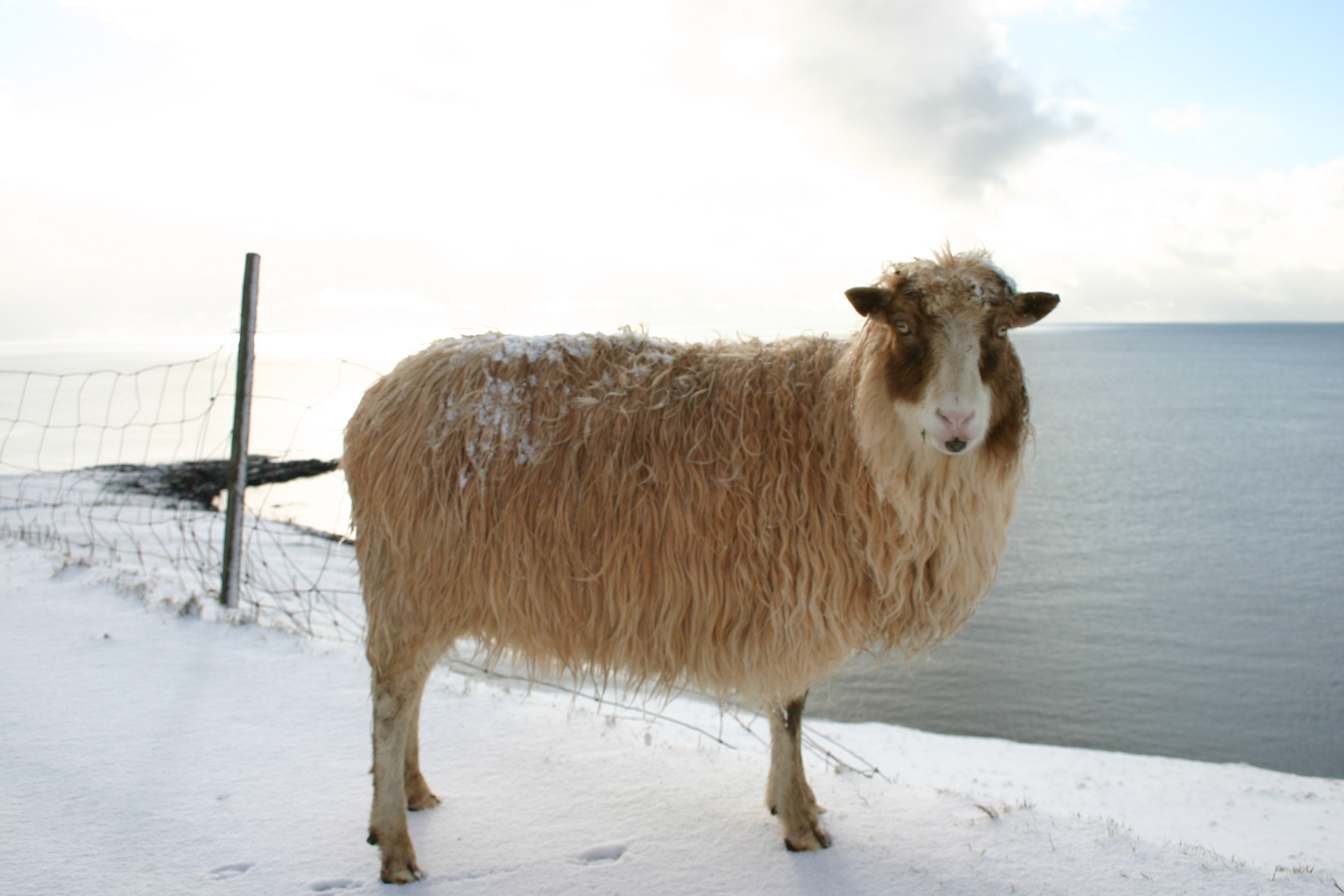
Faerská ovce

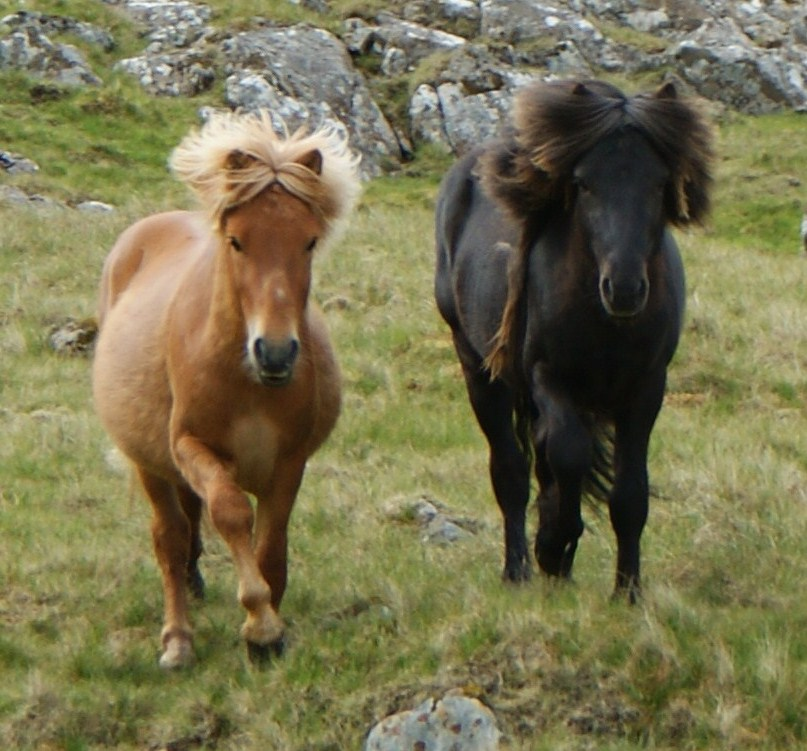
Faerský pony

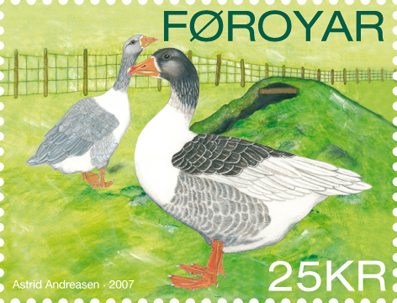
Faerské husy

Domácí zvířata se na Faerské ostrovy dostala s prvními osadníky z Norska – Vikingy přes ostrovy na sever od Velké Británie kolem 8.–9. století. Od té doby díky izolaci se dokonale přizpůsobila místním drsným podmínkám, a vytvořila místní plemena.

## Faerská ovce
Faerská ovce je malé,  velice odolné a přizpůsobivé plemeno ze skupiny severoevropských krátkoocasých plemen ovcí. Faerské ovce hrají důležitou roli na Faerských ostrovech – jsou součástí místní kuchyně a také dali jméno ostrovům „ovčí ostrovy".

## Faerský pony
Faerský pony je malé plemeno pony, s výškou 115–125 cm, původně využívaný jako pracovní kůň, dnes pouze jako jezdecký kůň pro děti. Počátkem 20. století byl ve velkém vyvážen do ciziny, v roce 1960 zůstalo pouze 5–6 čistých faerských pony, které se podařilo zachránit a vytvořit dnešní populaci.

## Faerský skot
Faerský skot je malé, černé nebo černobílé rohaté plemeno skotu mléčného typu.

## Faerská husa
Faerská husa se považuje za nejstarší plemeno husy domácí v Evropě. 

## Faerská kachna
Faerská kachna je nejčastěji chová černá s bílou náprsenkou. Podobně jako shetlandská kachna sdílí stejný původ jako jiná severoevropská plemena kachen s bílou náprsenkou (pomořanská kachna, švédská modrá kachna), od kterých se liší menší velikostí, což je adaptace na místní drsnější podmínky. 